# Фаркуар, Грэм
Грэм Фаркуар (Graham Douglas Farquhar; род. 8 декабря 1947, Хобарт) — австралийский учёный, эколог, растениевод, специалист в области биофизики растений и фотосинтеза.
Заслуженный профессор Австралийского национального университета, в 1996-97 и 2007—2011 гг. вице-президент Австралийской АН (член с 1988), член Лондонского королевского общества (1995) и иностранный член НАН США (2013). Удостоен престижных британской Премии Ранка (2014) и Prime Minister's Prize for Science (2015), а также премии Киото (2017), стал первым лауреатом-австралийцем которой. «Старший австралиец года» (2018).

## Биография
Окончил Австралийский национальный университет (бакалавр, 1968) и Квинслендский университет (бакалавр с отличием по биофизике, 1969), в первом также получил степень доктора философии по биологии окружающей среды в 1973 году под руководством Ralph Slatyer.
В 1973-1976 годах постдок на разных должностях в Университете штата Мичиган.
С 1976 года фелло, с 1983 года — старший, с 1988 года профессор, с 2003 года заслуженный профессор Австралийского национального университета, в 2005—2008 годах также ассоциированный директор его исследовательской школы биологических наук.
Ассоциированный редактор ряда журналов, в частности, Plant Physiology (с 2013 года).
Пожизненный член Австралийского общества ботаников (с 2015 года) и в 2004—2010 годах член его совета.
Член-корреспондент Американского общества физиологии растений (1991).
Почётный профессор Китайской АН (2013).
Почётный доктор бельгийского Антверпенского (2006) и нидерландского Вагенингенского (2013) университетов.
Автор более 300 научных работ.

## Награды и отличия
- P.L. Goldacre Award, Австралийское общество физиологии растений (1980)
- Gottschalk Medal[англ.] Австралийской АН (1983)
- CSIRO Medal for research achievement (1991)
- Thomson Reuters Leading Australian Citation Laureate (2001)
- CSIRO Medal for team research (2001)
- Медаль Столетия (2003)
- JG Wood Lecturer, Австралийское общество ботаников (2005)
- Gary Comer Climate Change Mentor Award (2005)
- R.M. Johnston Memorial Medal, Королевское общество Тасмании (2006)
- Нобелевская премия мира 2007 года (в составе МГЭИК)
- Премия Гумбольдта (2011)
- Peter Baume Award, высшая награда Австралийского национального университета (2011)
- Эйнштейновский профессор Китайской АН (2013)
- Rank Prize for Human and Animal Nutrition and Crop Husbandry (2014)
- Carnegie Centenary Professor[англ.], Шотландские университеты (2015)
- Prime Minister's Prize for Science[англ.] (2015)[4]
- Macfarlane Burnet Medal and Lecture[англ.] Австралийской АН (2016)[5]
- Премия Киото (фундаментальные науки, 2017)
- Senior Australian of the Year[англ.] (2018)

Офицер ордена Австралии (2013).